# Танзания на летних Олимпийских играх 1968
Танзания принимала участие в летних Олимпийских играх 1968 года, которые проходили в Мехико (Мексика) с 12 по 27 октября. Это были вторые летние Олимпийские игры, в которых участвовала Танзания. Страну представляли 4 спортсмена, выступающих в двух видах спорта.

## Предыстория
Олимпийский комитет Танзании был признан Международным олимпийским комитетом в 1968 году. На летних Олимпийских Играх 1964 года спортсмены из Танзании представляли Республику Танганьика. Эти Олимпийские игры в Мехико были вторыми для Танзании на летних Олимпийских играх. Олимпийские игры 1968 года прошли с 12 по 27 октября, и в них приняли участие 5530 спортсменов, представляющие 112 национальных олимпийских комитета.

## Состав сборной
Четыре спортсмена представляли Танзанию на этих Олимпийских играх. Самым молодым спортсменом, представлявшим страну, был Норман Чиота (21 год и 50 дней), самым возрастным — Клавер Каманья (21 год и 206 дней).
 Лёгкая атлетика
1. Джон Стивен Аквари
2. Норман Чиота
3. Клавер Каманья

 Бокс
1. Титус Симба

## Результаты

### Лёгкая атлетика
Мужчины
Шоссейные и Беговые дисциплины
Норман Чиота участвовал в беге на 100 метров и 200 метров. В двух дисциплинах Чиота не смог продвинуться дальше предварительных забегов.
Клавер Каманья принял участие в беге на 400 метров, где дошёл до стадии полуфинала. При этом, показав в предварительном забеге результат 45,74, установил личный рекорд, а также национальный рекорд Танзании.
20 октября в марафонском забеге страну представлял Джон Стивен Аквари. Всего на старт вышло 75 спортсменов, финишировало 57. Победителем марафона стал Мамо Волде с результатом 2:20:26. Аквари финишировал последним (57), с результатом 3:25:17. 
| Спортсмен          | Соревнование | Пред. забег | Пред. забег | 1/4 финала           | 1/4 финала           | 1/2 финала           | 1/2 финала           | Финал                | Финал                |
| Спортсмен          | Соревнование | Результат   | Место       | Результат            | Место                | Результат            | Место                | Результат            | Место                |
| ------------------ | ------------ | ----------- | ----------- | -------------------- | -------------------- | -------------------- | -------------------- | -------------------- | -------------------- |
| Джон Стивен Аквари | Марафон      | н/д         | н/д         | н/д                  | н/д                  | н/д                  | н/д                  | 3:25:17              | 57                   |
| Норман Чиота       | 100 м        | 10.57       | 5           | завершил выступление | завершил выступление | завершил выступление | завершил выступление | завершил выступление | завершил выступление |
| Норман Чиота       | 200 м        | 21:28       | 6           | завершил выступление | завершил выступление | завершил выступление | завершил выступление | завершил выступление | завершил выступление |
| Клавер Каманья     | 400 м        | 45.74       | 2 Q         | 46.03                | 3 Q                  | 46.22                | 7                    | завершил выступление | завершил выступление |

### Бокс
Мужчины
В боксе Титус Симба выступал в категории до 75 кг. В первом квалификационном раунде проиграл Олимпийскому чемпиону этих игр Крису Финнегану.
| Спортсмен   | Соревнование | 1 раунд                | 2 раунд            | 3 раунд            | 1/4 финала         | 1/2 финала         | Финал              | Финал |
| Спортсмен   | Соревнование | Соперник Результат     | Соперник Результат | Соперник Результат | Соперник Результат | Соперник Результат | Соперник Результат | Место |
| ----------- | ------------ | ---------------------- | ------------------ | ------------------ | ------------------ | ------------------ | ------------------ | ----- |
| Титус Симба | до 75 кг     | GBRКрис Финнеган П 0:5 | н/д                | н/д                | н/д                | н/д                | н/д                | н/д   |